# 57. ročník udílení Filmových cen Britské akademie
57. ročník udílení Filmových cen Britské akademie se konal v Odeon Leicester Square v Londýně 15. února 2004. Moderátorem ceremoniálu byl Stephen Fry. Ocenění se předávalo nejlepším filmům a dokumentům britským i mezinárodním, které se promítaly v britských kinech v roce 2003.

## Vítězové a nominovaní
Tučně jsou označeni vítězové.
| Nejlepší film | Nejlepší režisér |
| --- | --- |
| Pán prstenů: Návrat krále - Velká ryba - Návrat do Cold Mountain - Ztraceno v překladu - Master & Commander: Odvrácená strana světa | Peter Weir – Master & Commander: Odvrácená strana světa - Tim Burton – Velká ryba - Sofia Coppola – Ztraceno v překladu - Peter Jackson – Pán prstenů: Návrat krále - Anthony Minghella – Návrat do Cold Mountain                                             |
| Nejlepší herec v hlavní role | Nejlepší herečka v hlavní roli |
| Bill Murray jako Bob Harris – Ztraceno v překladu - Benicio del Toro jako Jack Jordan – 21 gramů - Johnny Depp jako kapitán Jack Sparrow– Piráti z Karibiku - Jude Law jako W. P. Inman – Návrat do Cold Mountain - Sean Penn jako Jimmy Markum – Tajemná řeka - Sean Penn jako Paul Rivers – 21 gramů | Scarlett Johansson jako Charlotte – Ztraceno v překladu - Scarlett Johansson jako Griet – Dívka s perlou - Anne Reid jako May – Matka - Uma Thurman jako nevěsta – Kill Bill - Naomi Watts jako Cristina „Cris“ Williams-Peck – 21 gramů                      |
| Nejlepší herec ve vedlejší roli | Nejlepší herečka ve vedlejší roli |
| Bill Nighy jako Billy Mack – Láska nebeská - Paul Bettany jako Dr. Stephen Maturin – Master & Commander: Odvrácená strana světa - Albert Finney jako Edward Bloom – Velká ryba - Ian McKellen jako Gandalf – Pán prstenů: Návrat krále - Tim Robbins jako Dave Boyle – Tajemná řeka                    | Renée Zellweger jako Ruby Thewes – Návrat do Cold Mountain - Holly Hunter jako Melanie Freeland – Třináctka - Laura Linneyová jako Annabeth Markum – Tajemná řeka - Judy Parfitt jako Maria Thins – Dívka s perlou - Emma Thompson jako Karen – Láska nebeská |
| Nejlepší původní scénář | Nejlepší adaptovaný scénář |
| Přednosta – Tom McCarthy - 21 gramů – Guillermo Arriaga - Invaze barbarů - Denys Arcand - Hledá se Nemo – Andrew Stanton, Bob Peterson a David Reynolds - Ztraceno v překladu – Sofia Coppola | Pán prstenů: Návrat krále – Fran Walsh, Philippa Boyens a Peter Jackson - Velká ryba – John August - Návrat do Cold Mountain – Anthony Minghella - Dívka s perlou – Olivia Hetreed - Tajemná řeka – Brian Helgeland                                           |
| Nejlepší kamera | Nejlepší britský film |
| Pán prstenů: Návrat krále - Návrat do Cold Mountain - Dívka s perlou - Ztraceno v překladu - Master & Commander: Odvrácená strana světa | Pád do ticha - Návrat do Cold Mountain - Dívka s perlou - In This World - Láska nebeská |
| Nejlepší původní hudba | Nejlepší zvuk |
| Návrat do Cold Mountain – T Bone Burnett a Gabriel Yared - Dívka s perlou – Alexandre Desplat - Kill Bill – RZA - Pán prstenů: Návrat krále – Howard Shore - Ztraceno v překladu – Brian Reitzell a Kevin Shields                                                                                      | Master & Commander: Odvrácená strana světa - Návrat do Cold Mountain - Kill Bill - Pán prstenů: Návrat krále - Piráti z Karibiku: Prokletí Černé perly |
| Nejlepší produkční design | Nejlepší speciální efekty |
| Master & Commander: Odvrácená strana světa - Velká ryba - Návrat do Cold Mountain - Dívka s perlou - Pán prstenů: Návrat krále | Pán prstenů: Návrat krále - Velká ryba - Kill Bill - Master & Commander: Odvrácená strana světa - Piráti z Karibiku: Prokletí Černé perly |
| Nejlepší kostýmní design | Nejlepší masky |
| Master & Commander: Odvrácená strana světa - Návrat do Cold Mountain - Dívka s perlou - Pán prstenů: Návrat krále - Piráti z Karibiku: Prokletí Černé perly | Piráti z Karibiku: Prokletí Černé perly - Velká ryba - Návrat do Cold Mountain - Dívka s perlou - Pán prstenů: Návrat krále |
| Nejlepší střih | Nejlepší cizojazyčný film |
| Ztraceno v překladu - 21 gramů - Návrat do Cold Mountain - Kill Bill - Pán prstenů: Návrat krále | In This World - Invaze barbarů - Good Bye, Lenin! - Cesta do fantazie - Cokoliv - Trio z Belleville |
| Nejlepší krátký animovaný film | Nejlepší krátkometrážní film |
| Jo Jo mezi hvězdami - Dad's Dead - Dear, Sweet Emma - Nibbles - Plumber | Brown Paper Bag - Bye-Child - Nits - Sea Monsters - Talking with Angels |